# Церква Успіння Пресвятої Богородиці (Медведівка)
Це́рква Успі́ння Пресвято́ї Богоро́диці — православний (ПЦУ) храм у селі Медведівці Чигиринського району Черкаської області.

## Опис
Храм — цегляний, одноверхий, хрестовий в плані.
Зовні культова споруда мало чим відрізняється від розповсюдженої тоді єпархіальної архітектури, втім злегка помітними є риси модерну.

## З історії храму
Церква побудована в 1860—1864 роках за кошти Івана Фундуклея, київського цивільного губернатора, який на той час був власником цих земель.
У період 1922—1930 років церква Успіння Пресвятої Богородиці в Медведівці належала до УАПЦ.
Подальша доля храму вирішилась на сільському сході — було подано пропозицію не руйнувати приміщення церкви, а переобладнати його під комору для зберігання колгоспного зерна, а будинок священника використовували як клуб.
Відтак, на тривалий час храм втратив своє пряме призначення і лише в 1942 році в ньому було відновлено службу. Відтоді церкву більше не закривали, а священнослужителі поступово, на пожертвування вірян, відновлювали зруйновані частини храму.
У 1973 році медведівську церкву Успіння Пресвятої Богородиці взято на облік як пам'ятку архітектури в Обласному управлінні архітектури.
За незалежності України у 1990-х роках активно тривали реставраційні роботи у храмі: так, завдяки спонсорській допомозі та на пожертвування парафіян встановили дзвони на дзвіниці (1992), виконали фасадний ремонт церкви (1994), наприкінці 1990-х був здійснений розпис центральної частини, бокових частин і входу до храму. Повністю завершили ремонт в 2000 році, коли виготовили вівтар.
Церква має статус пам'ятки архітектури місцевого значення
27 квітня 2022 року громада церкви перейшла з Московського патріархату до Православної церкви України.